# Coleta (bướm đêm)
Coleta  là một chi bướm đêm thuộc họ Noctuidae.

## Hình ảnh

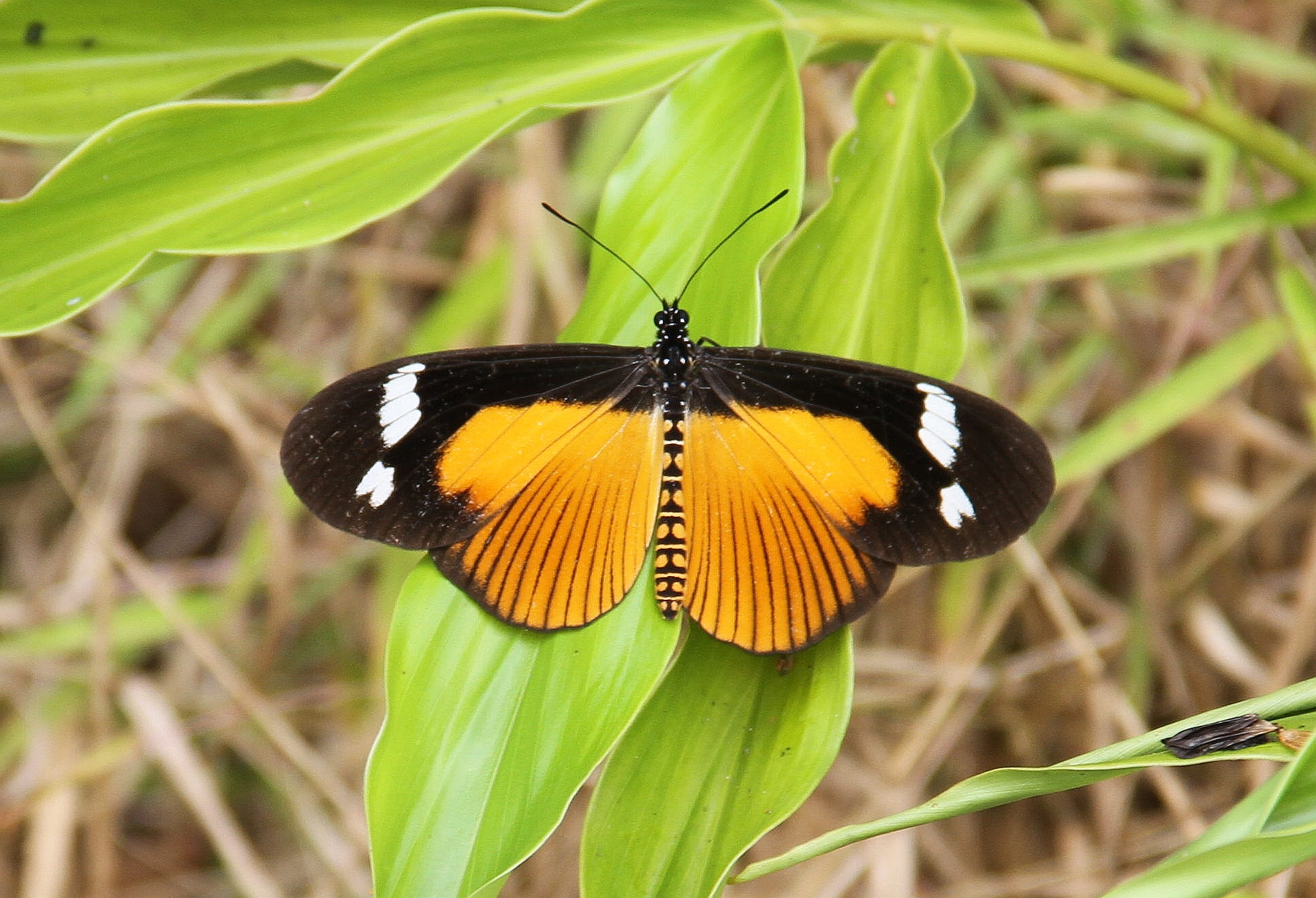